# Франсуаза Орлеанская (1844—1925)
Не путать с Франсуазой Орлеанской (1902—1953), её внучкой
Франсуа́за Мари́я Аме́лия Орлеа́нская (фр. Françoise Marie Amélie d’Orléans; 14 августа 1844, Нёйи-сюр-Сен, Французское королевство — 28 октября 1925, Сен-Фирмен, Франция) — французская принцесса из Орлеанского дома; дочь Франсуа Орлеанского, принца де Жуанвиль и Франсиски Бразильской; супруга принца Роберта, герцога Шартрского.

## Биография
Франсуаза Мария Амелия родилась 14 августа 1844 года. Её отец, Франсуа Орлеанский, принц де Жуанвиль, был третьим сыном короля Франции Луи Филиппа I, и Марии Амалии Неаполитанской. Мать — бразильская принцесса и португальская инфанта Франсиска, дочь императора Бразилии Педру I от его первого брака с Марией Леопольдиной Австрийской, дочерью императора Франца II. У неё был единственный брат принц Пьер Филипп Жан Мария, герцог Пентьевр.
11 июня 1863 года вышла замуж за французского принца и своего кузена Роберта, герцога Шартрского. Свадьба состоялась в английском городе Кингстон-на-Темзе. Жених был вторым сыном наследника французской короны принца Фердинанда Филиппа, герцога Орлеанского, и немецкой принцессы Елены Мекленбург-Шверинской, внук короля Луи Филиппа I. Супруги купили большой дом в районе Хэм, в Лондоне. Вместе имели пятерых детей.
Принцесса Франсуаза овдовела в 1910 году. Сама умерла в 1925 году, и была похоронена в фамильной усыпальнице Орлеанской династии в Дрё. 

### Дети
От брака с принцем Робертом Филиппом Луи Евгением Фернандом, герцогом Шартрский родилось пятеро детей:
- принцесса Мари́я Аме́лия Франсуа́за Еле́на (13.01.1865—4.12.1909) — супруга принца Вальдема́ра Датского, младшего сына короля Дании Кристиана IX, и Луизы Гессен-Кассельской, имели четырёх сыновей и дочь, которая была матерью королевы румын Анны, супруги свергнутого короля Михая;
- принц Ро́берт Луи́ Фили́пп Фердина́нд Франсуа́ Мари́я (10.01.1866—30.05.1885) — умер в юности, потомков не оставил;
- принц Анри Фили́пп Мари́я (15.10.1867—9.08.1901) — умер в возрасте 33 лет, женат не был, потомков не оставил;
- принцесса Маргари́та Луи́за Мари́я Франсуа́за (25.01.1869—31.01.1940) — вышла замуж за французского аристократа и военного Мари́ю Арма́на де Мак-Маго́н[фр.], герцога де Маджента, сына президента Франции Патриса де Мак-Магона, имели троих детей;
- принц Жан Пьер Клема́н Мари́я (04.09.1874—25.08.1940) — орлеанистский претендент на французский престол с 1926 года под именем Иоанна III, герцог де Гиз; женился на принцесса Изабе́лле Мари́и Ла́уре Мерсе́дес Фердина́нде Орлеа́нской, дочери Луи Филиппа, графа Парижского, и принцессы Марии Изабеллы Орлеанской, инфанты Испанской, имели трёх дочерей и сына.